# Assurandør-Societetet
Assurandør-Societetet er oprettet 1918 og fungerer som forsikringsselskabernes erhvervsorganisation i Danmark.
Assurandør-Societetets informationsafdeling, der i offentligheden er kendt under navnet Forsikringsoplysningen, modtager årligt mere end 17.000 klager og forespørgsler fra forsikringskunder. Sager, der ikke kan løses ad denne vej, kan indbringes for Ankenævnet for Forsikring. Assurandør-Societetet havde 151 medlemmer, heraf 16 generalagenturer, der repræsenterede 30 udenlandske selskaber, som drev forsikringsvirksomhed i Danmark. Organisationen lod i 1960 Assurandørernes Hus opføre i Amaliegade 10, men er siden fraflyttet.
Societetet fusionerede i 1997 med Arbejdsmarkedspensionsrådet til Forsikring & Pension, og ligger nu på adressen Philip Heymans Allé 1 i Hellerup.